# Juan Carlos Velázquez
Juan Carlos Velázquez  (Paysandú, 13 de noviembre de 1941 – Guayaquil, 5 de mayo de 2022), también conocido por su nombre artístico «Juano» o su apodo «Bebe», fue un músico uruguayo, reconocido por ser el cofundador, baterista, compositor y director de Los Iracundos. El grupo se originó a fines de los años 1950 bajo el nombre de Los Blue Kings, haciendo su debut oficial en el año 1961. Tras firmar con el sello RCA Victor en 1963, la banda adoptó su nombre actual y comenzó un crecimiento exponencial que los consagraría internacionalmente, con numerosos discos editados, participaciones en películas y giras por América, Europa y Estados Unidos. Con 15 millones de discos vendidos y décadas de relevancia internacional, Los Iracundos se convirtieron en el grupo de pop uruguayo más importante de la historia, y una de las bandas uruguayas más populares de todos los tiempos, siendo considerados una leyenda musical de América Latina.
Con más de 60 años de carrera, Velázquez desempeñó un rol fundamental en la continuidad de la banda y fue el último miembro original de Los Iracundos en tocar bajo ese nombre. Dedicó gran parte de las últimas décadas de su vida a combatir la proliferación de imitadores de Los Iracundos por toda América, que incluían bandas tributo, impostores o antiguos colaboradores que usurpaban el nombre sin haber sido miembros originales. Velázquez se desempeñaba como compositor y responsable de la sección rítmica de Los Iracundos, y era reconocido por su particular estilo de tocar la batería, «[empleando] infinidad de accesorios de percusión en las actuaciones, como cencerro, bongo, pandeiro y timbales, para que conseguir más fuerza y amplitud». Fue premiado en 2012 con el «Reconocimiento Autoral SADAIC» otorgado por la Sociedad Argentina de Autores y Compositores, en 2014 con el premio «Lifetime Achievement Award in Music» otorgado por la Cámara Hispana de Comercio de Nashville, y en 2019 con un reconocimiento a la trayectoria de parte del programa El mundo de Los Iracundos, transmitido en la emisora Santa Isabel 100.1 FM de Paso de los Toros.
Velázquez falleció el 5 de mayo de 2022 en Guayaquil, Ecuador, país donde Los Iracundos son muy populares. En respuesta, la Intendencia de Paysandú decretó dos días de duelo departamental e inició a través de Cancillería las gestiones para repatriar los restos del músico. Finalmente, fue velado el 9 de mayo de 2022 en el Teatro Florencio Sánchez de su ciudad natal, donde había debutado con Los Blue Kings en 1961, y luego enterrado en el Cementerio Central. De acuerdo a los deseos de Velázquez, Los Iracundos continúan tocando bajo el liderazgo de su hijo Sebastián, quien trabajaba en la banda desde 1996.

## Biografía y carrera

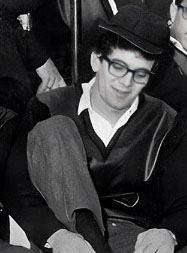
Velázquez en la portada del primer álbum de Los Iracundos, 1964.

Juan Carlos Velázquez nació el 13 de noviembre de 1941 en Paysandú, Uruguay. El primer instrumento musical que estudió fue el bandoneón, a los 10 años, debido al fuerte arraigo que tenía el tango en el país. Luego estudió trombón por su afición por el jazz estadounidense y, finalmente, batería. En una entrevista de 1998 con El Eco de Tandil, Velázquez declaró que la batería fue: «lo que más me atrapó y seguiré con ella hasta el día que me muera».
En 1958, formó junto un grupo de amigos sanduceros la banda Los Blue Kings, nombre que denotaba la fuerte influencia que tenían los artistas estadounidenses de rock and roll en la juventud de la época. Además de Velázquez (quien se desempeñó como baterista, compositor, arreglador y director), el grupo estuvo integrado por Eduardo Franco (vocalista, compositor y arreglador), Leonardo Franco (primera guitarra), Juan Bosco Zabalo (segunda guitarra), Hugo Burgueño (bajo electrónico y coros) y Jesús María Febrero (teclados). Los Blue Kings hicieron su debut el 10 de octubre de 1961 en el teatro Florencio Sánchez de Paysandú. Ese año lanzaron su primer disco, un sencillo con las canciones «Retén la noche» y «Vamos a bailar el Madison» en su lado A y lado B, respectivamente, editado por el sello uruguayo Clave.
En 1963, los Blue Kings se presentaron en el Festival de la Canción de Parque del Plata, un festival internacional llevado a cabo en la ciudad balnearia del mismo nombre que también contó con cantantes del popular programa de televisión argentino El Club del Clan, entre ellos Violeta Rivas, Palito Ortega y Johnny Tedesco. Allí, el grupo fue descubierto por los representantes del sello RCA Victor en Argentina, quienes les ofrecieron firmar un contrato. Tras firmar con RCA Victor, Los Blue Kings cambiaron su nombre a Los Iracundos y se trasladaron a Buenos Aires para grabar su primer disco. Se dice que la idea del nombre vino del periodista Leo Vanés, quien se encargaba de seleccionar a los nuevos intérpretes juveniles de la «nueva ola» junto al ejecutivo de RCA Ricardo Mejía y el editor musical Ben Molar. Su incorporación a RCA Victor también significó una transformación musical, pasando de un estilo más ligado al rock and roll a uno más melódico y romántico, acorde al movimiento conocido como «Melódico Internacional» y a la propuesta estética de El Club del Clan. En febrero de 1964, Los Iracundos comenzaron la grabación de su primer álbum de estudio titulado Stop, que salió a la venta en agosto del mismo año y obtuvo gran repercusión comercial. Se desarrollaron rápidamente como un grupo de gran actividad y popularidad, con numerosos discos y presentaciones. En 1966, participaron en tres películas argentinas: Una ventana al éxito (junto a Los Chalchaleros), Ritmo, amor y juventud y El galleguito de la cara sucia.

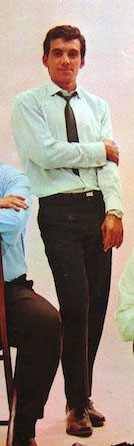
Velázquez en la portada del álbum El sonido de los Iracundos, lanzado en 1966.

El grupo tuvo su época de mayor auge entre 1967 y 1971, período en el que editaron sus hits más importantes, como «Es la lluvia que cae», «Va cayendo una lágrima» y «Puerto Montt». Esta última se convirtió en el mayor éxito y canción insignia de la banda, marcando un antes y un después en su carrera. El grupo reafirmó su popularidad en los años 1970 y 1980, editando varios discos de oro. A mediados de los años 1980, tras dos décadas bajo el sello RCA Victor, el grupo pasó a formar parte de Microfón Argentina. el bajista Hugo Burgueño se retiró de Los Iracundos y registró el nombre de la banda en Argentina a espaldas de los demás integrantes, formando «Los Iracundos de Burgues», quebrando la continuidad de décadas del grupo e iniciando el primero de una serie de conflictos por la exclusividad del nombre que se extenderían hasta la actualidad. Tras el fallecimiento de Eduardo Franco en 1989, el resto del grupo —ya sin Hugo Burgueño y Jesús María Febrero, quienes abandonaron la banda— continuó en actividad y editó sus últimos discos oficiales durante los años 1990, grabando composiciones inéditas del cantante. A partir de entonces, el grupo se mantuvo en constante actividad, dedicándose por completo a presentaciones en varios países de América y Europa.
Debido a la popularidad masiva del grupo durante décadas, han surgido una multitud de impostores a lo largo de América, un problema que ha persistido hasta la actualidad. Algunas de estas bandas se presentan como bandas tributo, mientras que otras se hacen pasar por Los Iracundos. Entre ellos se encuentra Jorge Gatto, contratado para el rol de vocalista tras la muerte de Franco y despedido en 2006, formó su propio grupo utilizando el nombre de Los Iracundos, a pesar de no ser un miembro fundador. Entrevistado por El País en 2013, Velázquez señaló que Gatto no podía entrar a Perú ni Ecuador por «haber usado el nombre de Los Iracundos estafando al público, sabiendo que él no es un Iracundo». En 2007 se separaron Leonardo Franco y Velázquez, los dos integrantes de la formación original que seguían juntos. Franco se unió al grupo que había formado Jesús María Febrero sin permiso de los demás miembros fundadores, desencadenando una pelea intensa entre ambos grupos por el derecho al nombre en algunos países. En 2013, Velázquez recordó en el periódico peruano La República: «Me clavó el puñal de la traición. Yo no tengo rencor con nadie, pero bajo el puente ha corrido mucha agua... ¡Nos criamos juntos, éramos una familia!». El baterista continuó con la banda original, que nunca abandonó, reclutando a un cantante y músicos sanduceros para seguir adelante con Los Iracundos, con su hijo Sebastián Velázquez como productor artístico, marketing y publicidad.
En 2012, Velázquez participó en la presentación del libro biográfico Pasión y vida de Los Iracundos llevada a cabo en el Gershwin Hotel de la ciudad de Nueva York, donde mantuvo una charla con el autor del libro, el ecuatoriano Stalin Govea. Tras la muerte de Leonardo Franco el 1° de diciembre de 2015, Velázquez se convirtió en el único miembro fundador activo de la banda, desempeñando un rol fundamental en la continuidad del legado de Los Iracundos. En 2016, su formación de Los Iracundos actuó en el Teatro de Verano, acompañados por la Sinfónica de Montevideo. En 2021, la ciudad de Paysandú realizó una serie de homenajes a Los Iracundos en ocasión del 60º aniversario de su debut en el Teatro Florencio Sánchez, incluyendo el descubrimiento de una placa conmemorativa y un concierto de la banda en dicho establecimiento.

## Fallecimiento
Velázquez falleció a las 17:15 horas del 5 de mayo de 2022 en el Omni Hospital de Guayaquil, Ecuador, tras haber sido internado el día previo. Al momento de su muerte, era el último integrante activo de la alineación original de Los Iracundos, ya que Hugo Bugueño, también integrante original, abandonó el grupo en 1987. El músico se encontraba en Ecuador, país donde Los Iracundos son muy populares, mientras preparaba una gira. La causa de muerte fue un aneurisma de aorta. El artista se presentó por última vez en Uruguay el 17 de abril de 2022, durante la Fiesta de la Cerveza en su Paysandú natal, previo a la última gira que protagonizaría en los Estados Unidos. La Intendencia de Paysandú decretó dos días de duelo departamental e inició a través de Cancillería las gestiones para repatriar los restos del músico. Velázquez fue velado el 9 de mayo de 2022 en el Teatro Florencio Sánchez de su ciudad natal, donde había debutado con Los Blue Kings en 1961, y luego enterrado en el Cementerio Central, acompañado de familiares, amigos, funcionarios y seguidores de su banda. Ese día, el periódico local El Telégrafo declaró: 

Juan Carlos Velázquez ha terminado su vida terrenal. Prácticamente una vida dedicada a Los Iracundos. Un baterista de excelencia. Un sanducero orgulloso de serlo. Salió de Paysandú para conocer el mundo y volvió a su tierra. Descansa tras su muerte en la ciudad donde nació. No hay mejor destino para un sanducero.

De acuerdo a los deseos de Velázquez, Los Iracundos continúan tocando bajo el liderazgo de su hijo Sebastián, quien ha manifestado estar en una «lucha constante para defender la marca contra aquellos que quieren usurpar el nombre de la banda uruguaya». Sebastián se había encargado del marketing y publicidad de Los Iracundos desde 1996, de la producción artística desde 2012, y de su dirección desde la muerte de su padre.

## Composiciones
Velázquez se desempeñó como autor o coautor de las siguientes canciones:
- «Ahora la cosa es distinta»
- «Algo me dice que nos ama»
- «Amor de rico»
- «Ay, me duele»
- «Bebo vino por tu amor»
- «Boogie de la guitarra»
- «Chocaré la misma pared»
- «Con fuego no debes jugar»
- «Cosita linda tú me enloqueces»
- «Cuarenta grados»
- «Dime que estás haciendo aquí»
- «El músico es como el marinero»
- «Es demasiado amor»
- «Es la última palabra»
- «Ahora la cosa es distinta»
- «Flotando no se quién soy»
- «Guarda esta canción dentro de tu alma»
- «La fuerza joven del amor»
- «Las puertas del olvido»
- «Lo que pasó contigo»
- «Me voy o me quedo»
- «Mi incomprensión»
- «Miro la puerta»
- «Mujer que me das ternura»
- «Musiqueta»
- «No quiero arruinar tu vida»
- «No quiero un beso»
- «No tires la primera piedra»
- «Por qué me hiciste trampa»
- «Porque te vi»
- «Que buena suerte»
- «Quiero una moto a mi medida»
- «Risas y risas juntar»
- «Será sacrificio»
- «Sígueme, verás felicidad»
- «Soy un malevón»
- «Soy un títere»
- «Te quiero mía»
- «Tengo ganas de hacerte un mundo solo para ti»
- «Traicionero corazón»
- «Tu lugar, mi lugar»
- «Tú y yo de igual a igual»
- «Ven que hay amor»
- «Vida, la mujer y el hombre»
- «Vivimos volando»
- «Ya llegó el fin»
- «Yo debo»
- «Yo sé que vos sos así»
- «Yo te quiero, yo te espero»

## Discografía con Los Iracundos

### Formación original (1964–1986)
- Stop (1964)
- Sin palabras (1965)
- Con palabras (1965)
- El sonido de Los Iracundos (1966)
- Primeros en América (1966)
- En estereofonía (1966)
- Los Iracundos en Roma (1967)
- La juventud (1967)
- Felicidad, felicidad (1968)
- La música de Los Iracundos (1968)
- Puerto Montt (1968)
- La lluvia terminó (1969)
- Los Iracundos (1970)
- Impactos (1971)
- Instrumental (1971)
- Agua con amor  (1972)
- Te lo pido de rodillas (1973)
- Tango joven (1974)
- Y te has quedado sola (1974)
- Cada noche mía (1975)
- Cómo pretendes que te quiera (1976)
- Gol! de Los Iracundos (1977)
- Pasión y vida (1978)
- Amor y fe (1979)
- Incomparables (1980)
- Fue tormenta de verano (1981)
- 40 grados (1982)
- Apróntate a vivir (1983)
- Tú con él (1984)
- Iracundos '86 (1986)

### Tras la partida de Burgueño (1987–1988)
- Dime quién... te ha enseñado (1987)
- La historia de Los Iracundos (1987)

### Tras la muerte de Franco (1989–1999)
- La historia de Los Iracundos: parte 2 (1989)
- Iracundos '90 (1990)
- Con la misma moneda (1993)
- Los Iracundos de fiesta (1999)

## Filmografía con Los Iracundos
- El galleguito de la cara sucia (1966)
- Una ventana al éxito  (1966)
- Ritmo, amor y juventud  (1966)
- Este loco verano (1970)
- Balada para un mochilero (1971)
- Intimidades de una cualquiera (1974)